# Battaglia di Corupedio
La battaglia di Corupedio (chiamata anche Corupedion o Curupedio) è l'ultima battaglia dei Diadochi, i successori rivali di Alessandro Magno. Fu combattuta nel 281 a.C. nella piana di Corupedio, presso Sardi, fra gli eserciti di Lisimaco, re di Macedonia, Lidia, Caria e Ionia, e di Seleuco I Nicatore, re di Babilonia e Siria.
Quasi nulla si sa della battaglia in sé, salvo che i due anziani sovrani si scontrarono in un combattimento ravvicinato e che Seleuco vinse lo scontro. Lisimaco morì nel corso del combattimento: secondo la Storia di Heracleia di Memnone, fu ucciso da un giavellotto scagliato da Malacone, un soldato di Eraclea Pontica che era al servizio di Seleuco.
Sebbene la vittoria avesse dato a Seleuco il controllo nominale della maggior parte dell'impero di Alessandro, eccezion fatta per l'Egitto, la vittoria non cambiò molto la situazione nei territori europei. Seleuco fu infatti assassinato pochi mesi dopo la battaglia da Tolomeo Cerauno e la Macedonia tornò rapidamente ad essere ancora una volta indipendente.